# 당혜
당혜(唐鞋)는 가죽신의 일종이다. 울이 깊고 코가 작다. 모양은 고무신과 비슷하며, 안은 융 같은 푹신한 옷감을 쓰고 겉은 색색의 비단으로 화려하게 장식했다. 또 앞코와 뒤에 당초무늬를 넣었으며 양갓집 부녀자들이 주로 신었다.

## 참고 문헌
- 이 문서에는 다음커뮤니케이션(현 카카오)에서 GFDL 또는 CC-SA 라이선스로 배포한 글로벌 세계대백과사전의 내용을 기초로 작성된 글이 포함되어 있습니다.